# Diocèse anglican de Guinée
Le diocèse anglican de Guinée est l'un des 17 diocèses de l'Église de la province d'Afrique de l'Ouest et comprend la république de Guinée. Il a été créé en 1985 par la partition du diocèse de Gambie et de Guinée en le diocèse anglophone de Gambie et le diocèse francophone de Guinée.

## Histoire
La première mission chrétienne dans la région a été parrainée par la Church Mission Society en 1806, mais les deux missionnaires qui ont été envoyés ont succombé au climat malsain. Une deuxième tentative en 1855 par des missionnaires de la Barbade eut plus de succès ; le révérend James Humble Leacock débarqua avec un assistant laïc, John Duport, et en 1856 construisit la première église, St. James, à Fallanjhia dans la région de Rio Pongo. Bien que Leacock soit décédé cette année-là, Duport a ensuite été ordonné par l'évêque de Sierra Leone.
Le diocèse de Gambie et de Guinée a été créé en 1935. En 1951, c'était l'un des cinq diocèses (les autres étant Accra, Lagos, Niger et Sierra Leone) qui formaient ensemble la nouvelle Province d'Afrique de l'Ouest. Les cinq provinces sont depuis devenues les 17 actuelles par un processus de subdivision, principalement au Ghana. Jean Rigal Elisée, le dernier des cinq évêques du diocèse, a proposé sa scission, et le 1er août 1985, le diocèse francophone de Guinée a été créé. Thomas Willy Makole, un Guinéen, est devenu son premier évêque, mais il est décédé l'année suivante. Elisée est devenu l'évêque du diocèse anglophone de Gambie. Jacques Boston est devenu le troisième évêque guinéen du diocèse en 2013, succédant à Albert Gomez.

## Églises et congrégations à partir de 2005
L'église cathédrale du diocèse est la cathédrale de la Toussaint de Conakry. Il y a trois autres églises et dix congrégations.

## Liste des évêques
Diocèse de Gambie et de Guinée 
- 1935-1951 John Charles Sydney Daly
- 1951-1957 Roderic Norman Coote
- 1958-1963 St Surridge John Pike
- 1965-1971 Timothy Omotayo Olufosoye (Primat de l'Église anglicane du Nigéria, 1979-1986)
- 1972-1985 Jean Rigal Elisée

Diocèse de Guinée 
- 1985-1986 Thomas Willy Makole [1],[2] (Willy Thomas Yaneh Maccauley)
- 2000-2011 Albert David Guillaume Gomez
- 2013-présent Jacques Boston

Après la mort de Makole, le diocèse a été administré successivement par,:
- George Brown (archevêque d'Afrique de l'Ouest)
- Prince Eustace Shokellu Thompson (mort en 1994) (évêque anglican de Freetown)
- Robert Garshong Allotey Okine (Archevêque d'Afrique de l'Ouest)